# Phaniola nigrapex
Phaniola nigrapex là một loài ruồi trong họ Tachinidae.